# Готье, Мартен-Пьер
Мартен-Пьер Готье (фр. Martin-Pierre Gauthier; 1790, Труа — 1855, Париж) — французский архитектор.

## Биография

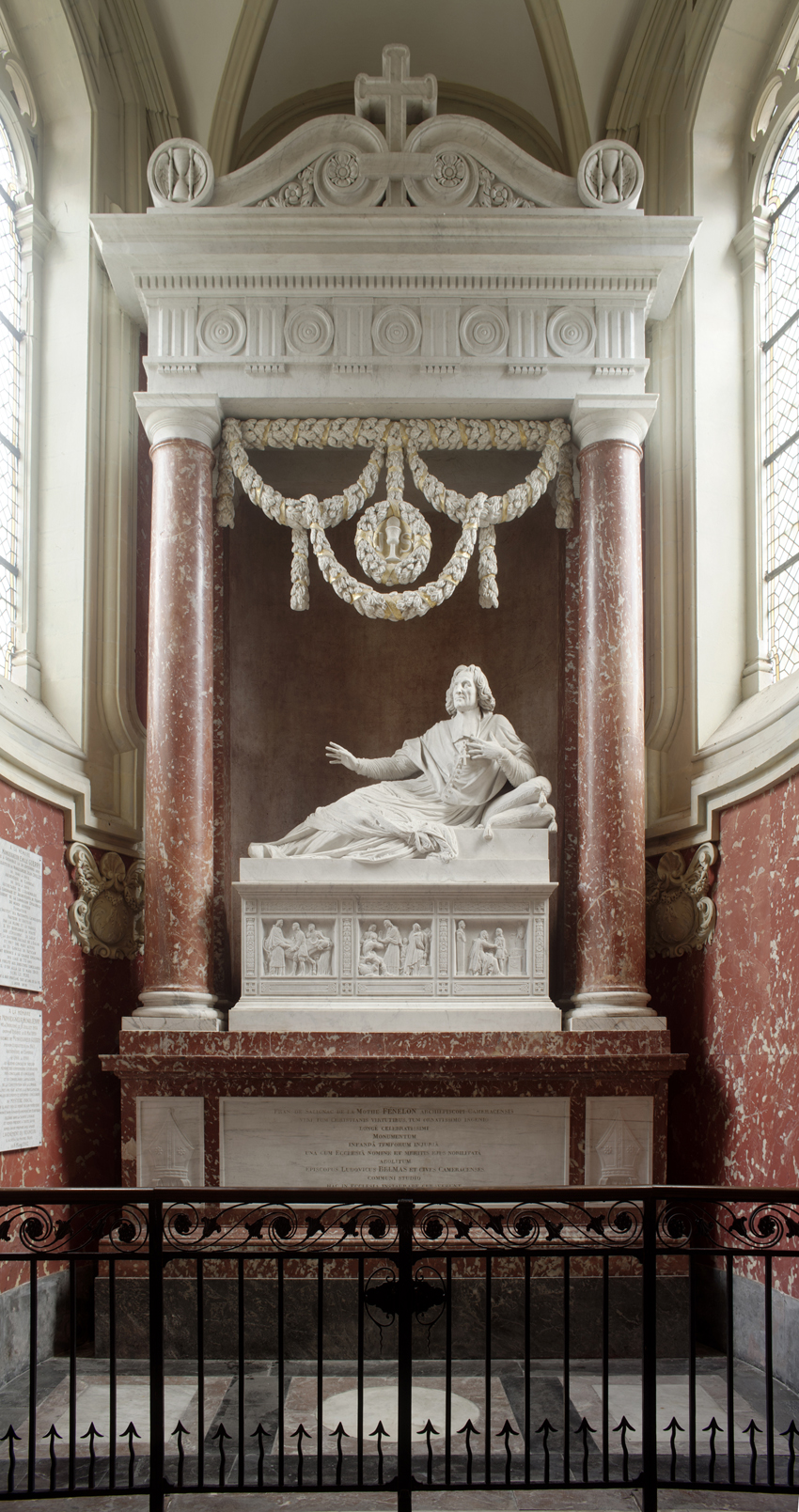
Памятник Ф. Фенелону в Камбре. Архитектор Мартен-Пьер Готье

Обучался в Школе изобразительных искусств в Париже. Ученик Шарля Персье. В 1810 году стал лауреатом Римской премии.
По возвращении из Италии, в 1821 году был назначен архитектором хосписов (лечебниц) и архитектором Общественной помощи Парижа (1833).
Преподавал архитектуру в столичной Политехнической Школе.
Участвовал в восстановлении часовни Шато-де-Венсен, расширении больницы Bicetre, создании памятников Ф. Фенелону в Камбре и Б. Дюгеклена в Менде.
Был архитектором города Парижа, по его проектам построены государственная школа на Рю-де-Флёрюсе, кафедра в церкви Сен-Жерве, госпиталь Ларибуазьер, хосписы в Гарше и Сан-Николя-де-Труа, церковь Святого Иоанна в Бонвале, ряд общественных зданий в столице и вне её.
За долги в счёт оплаты ущерба от несчастных случаев, произошедших в хосписе г. Труа, архитектором которого он был, попал в тюрьму. Зная, что архитектор не в состоянии их оплатить, император Наполеон III пообещал погасить его долг. Однако Готье умер в тюрьме, прежде чем это произошло.
Член французской Академии изящных искусств с 1842 года.
В 1844 году был награждён кавалерским орденом Почётного легиона.

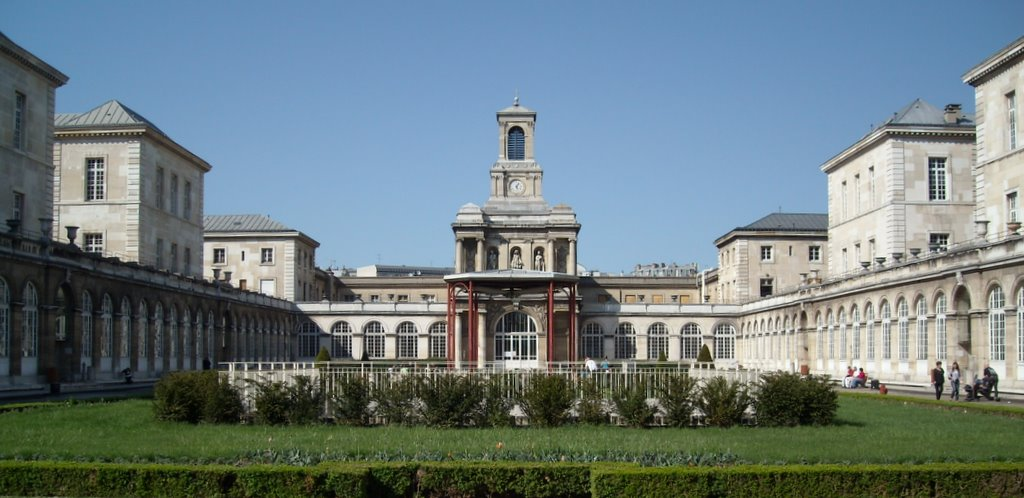
Госпиталь Ларибуазьер в Париже